# Žerovnik
Znane osebnosti

- Alenka Žerovnik (*1979), informatičarka (PEF/UL), didaktika računalništva
- Angelca Žerovnik (*1944), defektologinja, publicistka, političarka, svetovna popotnica
- Janez Žerovnik (*1958), matematik, univ. prof.
- Juraj Marko Žerovnik (*1993), hrvaško-slovenski skladatelj (operni)
- Marko Žerovnik (*1932), geograf, ravnatelj, pisec, pesnik in svetovni popotnik
- Metka Žerovnik, arhitektka, oblikovalka vizualnih komunikacij
- Vlasta Cah Žerovnik, oblikovalka, publicistka, poznavalka zgodovine oblačenja, pionirka modnega recikliranja in redizajniranja opreme za bivalne prostore na Slovenskem